# Henri Fayol
Henri Fayol (Isztambul, 1841. július 29. – Párizs, 1925. november 19.) francia bányamérnök, humán erőforrás kutató, a fayolizmus megalapítója. Ő fogalmazta meg először a rendszeres vezetőképzés szükségszerűségét. A 19. század végén megfogalmazott vezetéselméleti felismerései főleg az 1960-as évektől terjedtek el az amerikai üzleti iskolák hatására.

## Életpályája
Henri Fayol 1841-ben született Isztambulban, ahol az apja az Aranyszarv-öbölt átívelő első Galata híd egyik építőmérnöke volt. A család 1847-ben költözött vissza Franciaországba. Fayol felsőfokú tanulmányait Saint-Étienne-ben végezte, az École nationale supérieure des mines de Saint-Étienne nevű bányamérnöki egyetemen.
19 éves korában bányamérnökként kezdett el dolgozni. Commentryban, a Société de Commentry, Fourchambault et Decazeville nevű francia bányászati és kohászati társaságnál kezdte pályafutását mint bányamérnök. 1888-ban vezérigazgató lett egy körülbelül 1000 fős szénbánya élén. Ezt a pozícióját egészen nyugdíjba vonulásáig, 1918-ig betöltötte.  Az itt szerzett tapasztalatai alapján írta meg első vezetéselméleti munkáját Ipari és általános vezetés - Tervezés - szervezés - közvetlen irányítás - koordinálás - ellenőrzés (Administration Industrielle et Générale - Prévoyance, Organisation, Commandement, Contrôle) címmel.

## Munkássága
Míg Frederick Winslow Taylor az elvégezendő munkafeladatra koncentrált, Fayol inkább az emberre figyelt, aki az elvégzett feladatának a felelősségét viseli. Tanulmányozta az üzemi szervezetet, elkülönítve annak hat alapvető funkcióját: a műszaki, a kereskedelmi, a pénzügyi, a biztonsági, a nyilvántartó és a vezetési tevékenységet.
Fayol megfigyelése szerint minél magasabban helyezkedik el valaki a szervezeti hierarchiában, annál lényegbevágóbb a vezetési felkészültsége és kevésbé fontos a szakmai képzettsége. Megfigyelte azt is, hogy a vezetés kivételével minden más munkára már kora ifjúkoruktól felkészítik az embereket különböző formájú és szintű oktatás útján. Ennek a hiányosságnak a kiküszöbölésére dolgozta ki a vezetés 14 alapelvét:
1. A munkamegosztásnak természeti eredete van, és jelentősége a társadalmi szervezetek fejlődésével arányosan nő.
2. A hatáskör és a felelősség azt jelenti, hogy a vezetőknek rendelkezési, utasítási joguk van, és az engedelmességet akár ki is kényszerítheti. Ha egy vezető nem felelősségvállaló, akkor ezzel az összes többi vezetői erényét megsemmisíti.
3. A fegyelem lényegében az engedelmesség, a szorgalom és a kitartás.
4. A rendelkezés egysége azt jelenti, hogy akárkiről is legyen szó, csak egy embertől kaphat utasítást.
5. A vezetés egysége biztosítja a szervezeti cselekvés egységét és az erőfeszítések koordinálását.
6. A részérdekeket az általános érdekeknek kell alárendelni.
7. Ellenszolgáltatásra tarthat igényt mindenki, aki a szervezetért szolgálatot tett.
8. A centralizálás a természetben és a társadalomban is egyaránt szükséges.
9. A vezetés hatékonyságához, szükség van a rendszer hierarchiájának pontos meghatározására.
10. Rend nélkül nincs szervezet.
11. A vezetés minden szintjén érvényesülnie kell a méltányosságnak.
12. A személyzet állandósága adja meg a szervezet létének tartósságát.
13. A kezdeményezés elfojtása az értelem száműzésével egyenlő.
14. A szervezet ereje a szervezet tagjainak egységében rejlik.

Fayol meglátásában vezetni nem más, mint tervezni, szervezni, közvetlenül irányítani, koordinálni és ellenőrizni.
A fayoli doktrína elsősorban a francia iparban és kereskedelemben terjedt el. Sikeressége a taylorizmus sikereihez mérhetők. Amikor 1888-ban a commentryi kőszénbányák anyagilag válságos állapotba kerültek, Fayolt nevezték ki vezérigazgatónak. Fayol vezetéselméleti technikáit alkalmazva a bánya ugyanazokkal a bányákkal, személyzettel és igazgatótanáccsal átfordult nyereségessé.
A fayolizmus ugyanakkor statikus szemléletű, elhanyagolja a szervezet és benne a vezetés dinamikus szempontjait, amelyek mindenütt ott vannak, ahol van újítás, korszerűsítés, fejlődés. Ennek ellenére Fayol elmélete a vezetéssel foglalkozó munkákra a mai napig is kimutatható hatással van.

## Magyarul
- Ipari és általános vezetés Tervezés, szervezés, közvetlen irányítás, koordinálás, ellenőrzés; előszó Kovács Sándor, ford. Tari Ernő; Közgazdasági és Jogi, Bp., 1984